# Adenosinrezeptoren

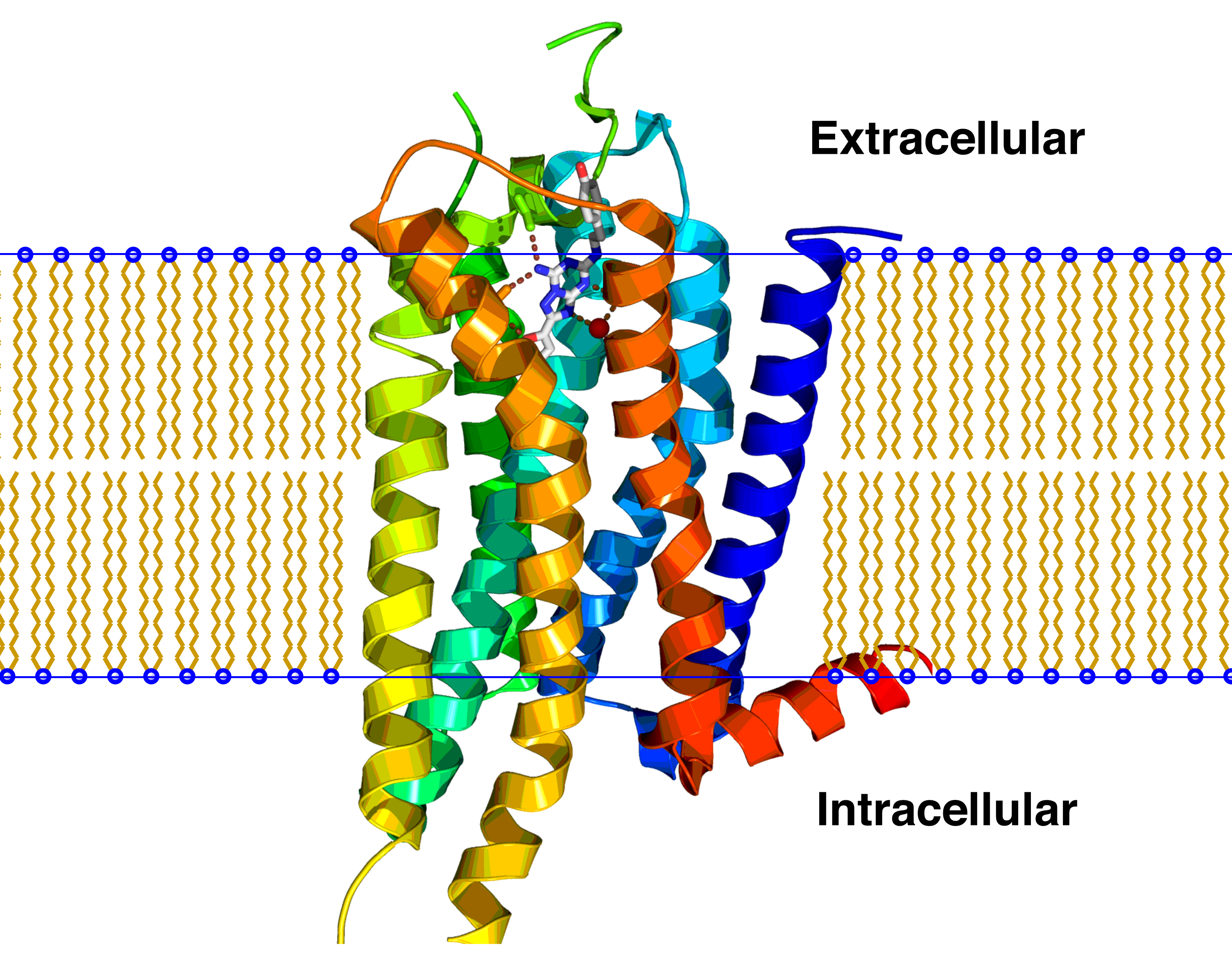
Strukturmodell des A_{2A}-Rezeptors (Bänder) mit dem gebundenen Antagonisten ZM241385 (Stäbchen) basierend auf Röntgenkristallstrukturanalysedaten (PDB 3EML)

Regadenoson, ein A_{2A}-Agonist, der als pharmakologischer Stressauslöser bei Myokardperfusionsszintigraphien mit Radionukliden eingesetzt wird.

Adenosinrezeptoren, auch A-Rezeptoren, P1-Purinozeptoren oder P1-Rezeptoren genannt, sind Rezeptoren, die durch das Purinnukleosid Adenosin aktiviert werden. Die vier derzeit bekannten Vertreter dieser Gruppe von Purinozeptoren, die als A1, A2A, A2B und A3 bezeichnet werden, spielen im Zentralnervensystem sowie bei der Regulation von Herz-Kreislauf-Funktionen und Immunreaktionen eine Rolle. Diese Effekte werden über eine rezeptorvermittelte Aktivierung von G-Proteinen ausgelöst. Die Wirkungen der Xanthine Coffein, Theophyllin und Theobromin können zumindest teilweise über eine Interaktion mit Adenosinrezeptoren erklärt werden. In Tiermodellen sowie klinischen Studien konnte nachgewiesen werden, dass A2A-Rezeptorantagonisten, zusammen mit der Einnahme von Levodopa oder D2-Rezeptoragonisten, die therapeutischen Effekte dieser amplifizieren können. Der A2A-Rezeptorantagonist Istradefyllin wird zur Behandlung des Morbus Parkinson genutzt. Mit Regadenoson wurde 2008 in den USA der erste A2A-Agonist zur Therapie zugelassen. Weitere Antagonisten und Agonisten werden derzeit als potenzielle Arzneistoffe entwickelt.
|                    | A1                                                            | A2A                                                                                           | A2B                                    | A3                                                |
| ------------------ | ------------------------------------------------------------- | --------------------------------------------------------------------------------------------- | -------------------------------------- | ------------------------------------------------- |
| Genetik            |                                                               |                                                                                               |                                        |                                                   |
| Gen-Name           | ADORA1                                                        | ADORA2A                                                                                       | ADORA2B                                | ADORA3                                            |
| Genlocus           | 1q32.1                                                        | 22q11.23                                                                                      | 17p12-p11.2                            | 1p21-p13                                          |
| Protein            |                                                               |                                                                                               |                                        |                                                   |
| UniProt-Bez.       | P30542                                                        | P29274                                                                                        | P29275                                 | P33765                                            |
| Struktur           | 7TM                                                           | 7TM                                                                                           | 7TM                                    | 7TM                                               |
| Länge              | 326 Aminosäuren                                               | 412 Aminosäuren                                                                               | 332 Aminosäuren                        | 318 Aminosäuren                                   |
| Pharmakologie      |                                                               |                                                                                               |                                        |                                                   |
| Signaltransduktion | Gi/o                                                          | Gs                                                                                            | Gs                                     | Gi/o                                              |
| Funktion           | negative Inotropie und Chronotropie                           | Schmerz Hemmung der Plättchenaggregation Vasodilatation                                       | Freisetzung von Entzündungsmediatoren  | Mastzelldegranulation                             |
| Agonisten          | Adenosin N6-Cyclopentyladenosin                               | Adenosin Regadenoson CGS-21680 2-(1-(E)-Hexenyl)adenosin-5'-N-ethyluronamid (HENECA) ATL-146e | Adenosin BAY 60–6583                   | Adenosin CP-532,903 CF-101 (IB-MECA) 2-Cl-IB-MECA |
| Antagonisten       | Coffein Theophyllin 8-Cyclopentyl-1,3-dipropylxanthin (DPCPX) | Coffein Theophyllin Istradefyllin ZM 241385 SCH 58261                                         | Theophyllin MRS 1753 MRS 1706 PSB 1115 | Theophyllin VUF 5574 MRS 1220 MRS 1523 MRS 1191   |

## Geschichte
Alan Drury und Albert von Szent-Györgyi Nagyrápolt entdeckten im Jahr 1929, dass Adenosin verschiedene Körperfunktionen beeinflussen kann. Diese Effekte wurden ursprünglich auf Transportproteine und intrazelluläre Vorgänge zurückgeführt. Entgegen dieser Hypothese postulierte 1974 L. Bruce Cobbin, dass spezifische Rezeptoren für diese Effekte verantwortlich seien. Dass es sich bei dem Adenosinrezeptor nicht nur um einen einzigen Rezeptor handelt, sondern dass mehrere Isoformen existieren, wurde Ende der 1970er Jahre nachgewiesen. Auf der Suche nach neuen G-Protein-gekoppelten Rezeptoren wurden mit dem A1- und dem A2A-Rezeptor Ende der 1980er Jahre die ersten Adenosinrezeptoren eher zufällig kloniert. Die dreidimensionale Struktur eines Adenosinrezeptors, des A2A-Rezeptors, konnte 2008 als Fusionsprotein mit Hilfe der Röntgenstrukturanalyse aufgeklärt werden. Damit ist dieser Rezeptor einer der ersten G-Protein-gekoppelten Rezeptoren, für den detaillierte Informationen über seine räumliche Struktur vorliegen.